# Segunda pantalla
Se denomina segunda pantalla a una funcionalidad complementaria mediante la cual el usuario de televisión puede interactuar con el contenido que está consumiendo a través de un dispositivo electrónico (tableta o teléfono inteligente).

## Contexto
A raíz del cambio producido al dejar de lado la televisión tradicional, surgió la necesidad de interacción entre los espectadores y los programas de televisión que consumen (televisión social). Las empresas de estudios de mercado han observado que los usuarios prefieren utilizar la «segunda pantalla», que les permite seguir la emisión del contenido desde un dispositivo diferente sin interrumpir la tarea principal de ver la televisión. En 2015, el portal Nielsen afirmó que el 84 % de los consumidores estadounidenses usan la «segunda pantalla».
Se ha tratado de sacar provecho de la segunda pantalla como si fuera una extensión natural para el consumo televisivo de noticias y ficción. Esta práctica se popularizó en Estados Unidos para obtener información sobre las películas o series que se emiten en directo y se ha extendido a España gracias a la implementación de la plataforma HbbTV. Por ejemplo, LIV Golf ofrece una aplicación móvil para ver otras tomas de los demás jugadores durante la partida de golf. El canal peruano América Televisión implementó la segunda pantalla en 2025, y se accede al código QR desde el móvil para ver material extra en su servicio bajo demanda.
Netflix ha considerado usar la estrategia de la «segunda pantalla» para que los espectadores casuales puedan consumir sus producciones mientras interactúan en redes sociales. En este enfoque, se reduce la atención que se presta a las producciones para que el algoritmo pueda recomendar contenido en función de las interacciones de los espectadores casuales. En 2016, la aplicación móvil permitía consultar información sobre las producciones para buscar en internet.